# الرموز البريدية في العراق
في عام 2004، تم إنشاء نظام جديد للرموز البريدية في العراق.
لقد قام البريد العراقي بتطوير نظام رموز بريدية شامل من شأنه ضمان زيادة وكفاءة فرز البريد ودقة تسليم المراسلات.  لقد تم إنشاء النظام البريدي في عام 2004. هذا النظام هو نظام رقمي يستخدم خمسة أرقام تتوافق مع مناطق، ومحافظات العراق  وكذلك مكتب البريد في تلك المحافظة.

## مثال للعنوان مع الرمز البريدي في العراق
- اسم المستلم
- اسم الشركة (إن وجدت)
- صندوق بريد أو عنوان الشارع
- المدينة، مقاطعة
- الرمز البريدي

## رموز حسب المحافظات
| المحافظة          | الرمز |
| ----------------- | ----- |
| محافظة الأنبار    | 31    |
| محافظة البصرة     | 61    |
| محافظة المثنى     | 66    |
| محافظة النجف      | 54    |
| محافظة القادسية   | 58    |
| محافظة السليمانية | 46    |
| محافظة كركوك      | 36    |
| محافظة أربيل      | 44    |
| محافظة بابل       | 51    |
| محافظة بغداد      | 10    |
| محافظة دهوك       | 42    |
| محافظة ديالى      | 32    |
| محافظة كربلاء     | 56    |
| محافظة ميسان      | 62    |
| محافظة نينوى      | 41    |
| محافظة صلاح الدين | 34    |
| محافظة ذي قار     | 64    |
| محافظة واسط       | 52    |